# Liste der Flüsse im Australian Capital Territory
Die Liste der Flüsse im Australian Capital Territory gibt eine Übersicht aller Flüsse im australischen Australian Capital Territory (deutsch Australisches Hauptstadtterritorium), in dem die Hauptstadt Canberra liegt.

## Flüsse
Legende: L = Länge in km; E = Einzugsgebiet in km²; Q = Quellhöhe; M = Mündungshöhe; F = Flusssystem

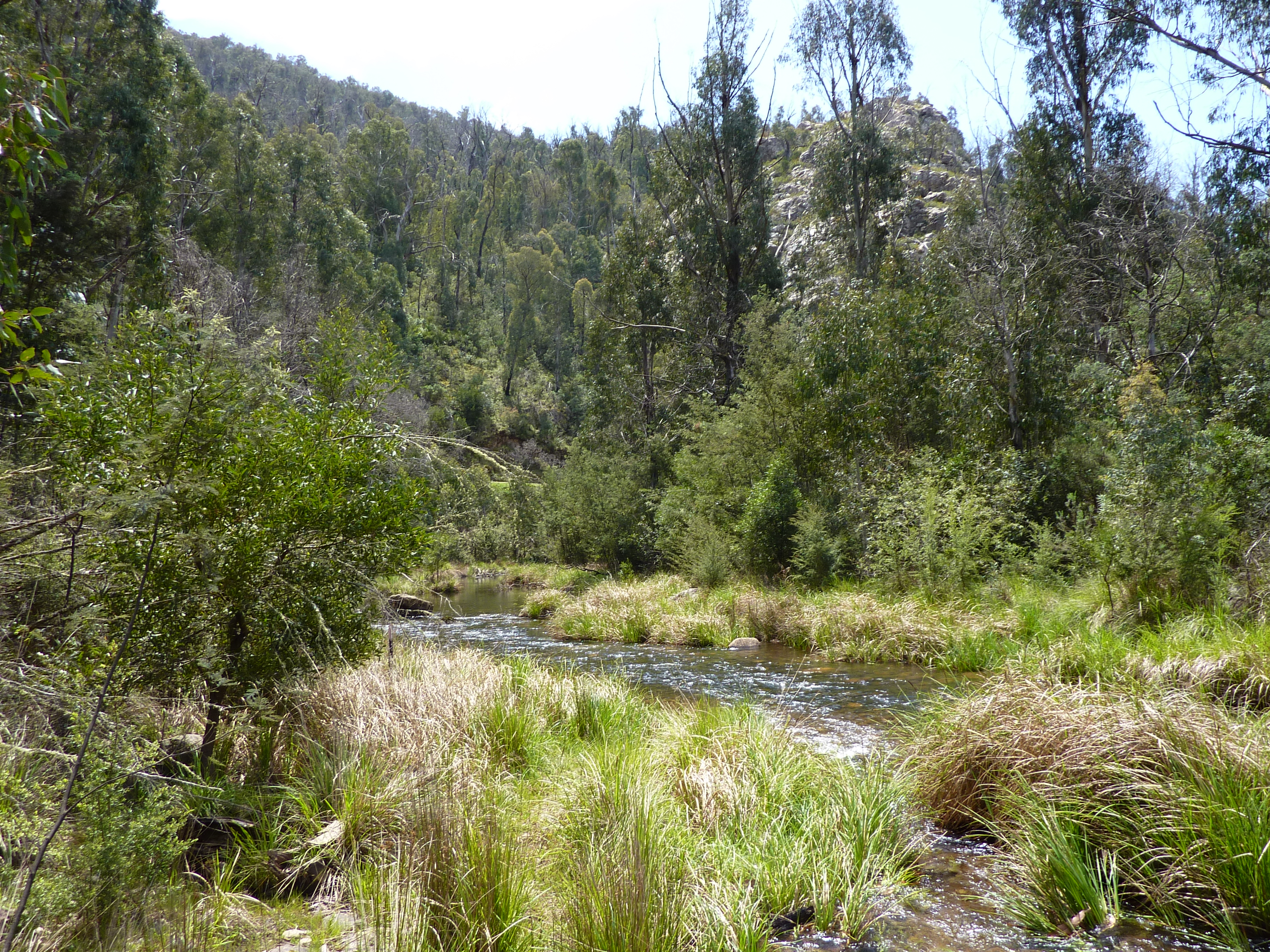
Cotter River

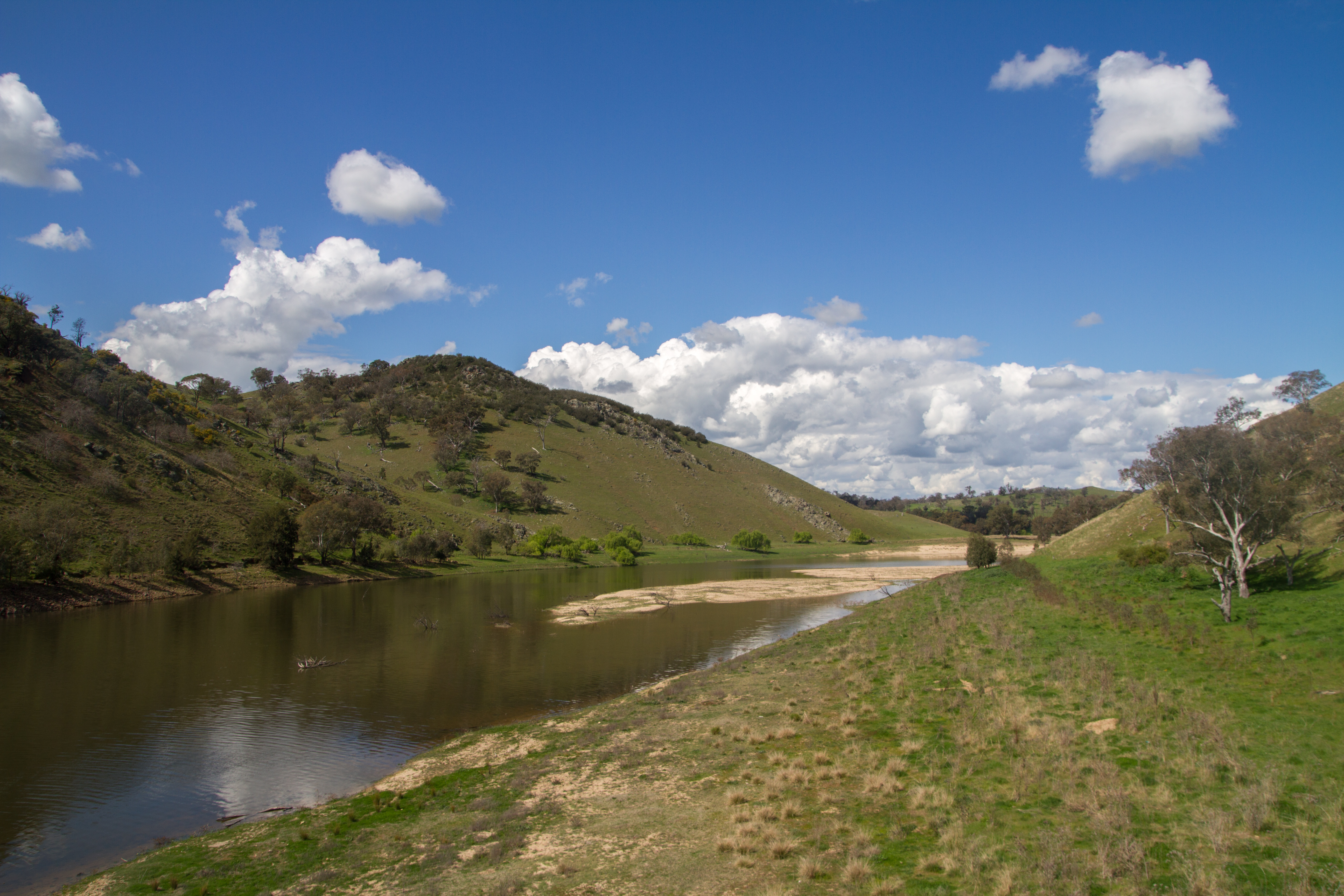
Murrumbidgee River

| Name                      | L     | E       | Q     | M   | F            | Bemerkung/en                                                                                            |
| ------------------------- | ----- | ------- | ----- | --- | ------------ | --- |
| Cotter River (Foto)       | 75,6  | 480     | 1.760 | 466 | Murray River | durchfließt den Corin- (956 m ü. M.), Bendora- und den Cotter-Stausee (551)                             |
| Gudgenby River            | 34,7  |         | 995   | 573 | Murray River | |
| Molonglo River            | 115,0 | 198.800 | 1.130 | 440 | Murray River | durchfließt den Burley Griffin-Stausee (556 m ü. M.)                                                    |
| Murrumbidgee River (Foto) | 1.579 | 81.640  | 1.560 | 55  | Murray River | längster Fluss im ACT, durchfließt den Tantangara-Stausee (1.231 m ü. M.) und den Lake Burrinjuck (326) |
| Naas River                | 25,8  |         | 898   | 631 | Murray River | |
| Orroral River             | 15,0  |         | 1.000 | 842 | Murray River | |
| Paddys River              | 28,4  |         | 758   | 477 | Murray River | |
| Tidbinbilla River         | 13,4  |         | 1.330 | 618 | Murray River | |